# Hiệp hội Quốc tế về Sinh viên Khoa học Chính trị
Hiệp hội Quốc tế về Sinh viên Khoa học Chính trị, viết tắt là IAPSS (International Association for Political Science Students) là một tổ chức phi chính phủ quốc tế, là môi trường tập hợp sinh viên khoa học chính trị và sinh viên quan tâm đến các vấn đề khoa học chính trị.
IAPSS thành lập năm 1998

## Hoạt động
IAPSS là cơ sở quốc tế, độc lập về chính trị, phi lợi nhuận và tự quản, và đặt mục tiêu có tác động toàn cầu trong lĩnh vực khoa học chính trị.
IAPSS là tổ chức duy nhất đại diện cho sinh viên của khoa học chính trị và nghiên cứu liên quan - trên toàn thế giới.
IAPSS tìm cách để củng cố hồ sơ học tập và kỹ năng về phương pháp, để mở rộng sự hiểu biết toàn cầu của bộ môn khoa học chính trị.

## Xuất bản
Tạp chí chính POLITIKON hay "Politikon: The IAPSS Journal of Political Science", hay "Politikon: South African Journal of Political Studies", đặt tại Vương quốc Anh, ra đời năm 2001 xuất bản hàng quý.